# Banca di Slovenia
La Banca di Slovenia (in sloveno: Banka Slovenije) è la banca centrale della Slovenia all'interno dell'Eurosistema. Dal 1991 al 2006 è stata la banca centrale slovena a emettere il tallero. Dal gennaio 2007 la moneta ufficiale dello stato è l'euro. Dal 2014 è anche l'autorità nazionale competente della Slovenia nell'ambito della vigilanza bancaria europea.

## Storia
La Banca Nazionale di Slovenia è stata istituita nel 1973-1976 come parte della spinta al decentramento avviata all'epoca da Josip Broz Tito. Dal 1976 al 1991, ha operato all'interno del sistema di banche centrali federali in cui la Banca Nazionale di Jugoslavia (NBY) agiva come istituzione centrale.
All'inizio del 1991, durante la prima fase della disgregazione della Jugoslavia, la Banca Nazionale di Slovenia iniziò i preparativi per introdurre una valuta separata per sostituire il dinaro, in seguito alle rivelazioni sulla cattura del NBY da parte dei politici serbi. La legislazione slovena che riorganizzò e rinominò la Banca nazionale in Banca di Slovenia entrò in vigore il 25 giugno 1991, lo stesso giorno della dichiarazione di indipendenza della Slovenia che diede inizio alla Guerra dei Dieci Giorni. Il tallero sloveno è stato successivamente introdotto come moneta nazionale il 7 ottobre 1991.
La Banca di Slovenia è un'istituzione non governativa indipendente, obbligata a presentare periodicamente una relazione sul suo funzionamento all'Assemblea nazionale della Slovenia. Il suo compito principale è quello di prendersi cura della stabilità della valuta nazionale e di garantire la liquidità dei pagamenti all'interno del paese e con l'estero. Agisce anche come supervisore del sistema bancario.
La banca ha sede in un importante edificio nel centro di Lubiana, eretto nel 1920-1923 per la Banca di credito di Lubiana.